# Лас-Абехас

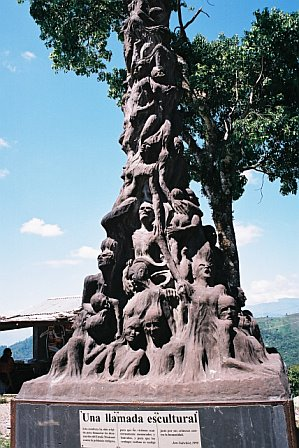
Памятник жертвам резни в Актеале

Las Abejas («Лас-Абехас», с исп. — «Пчёлы») — мексиканская общественная организация (религиозная община) индейцев цоцили, приверженцев христианства и пацифизма, чья цель — способствовать миру, справедливости и противостоянию неолиберализму. Объединила представителей 48 коренных общин горного региона Чьяпас. Стала проявлением распространения теологии освобождения среди коренных жителей Латинской Америки. 

## История
Была сформирована в муниципалитете Ченало (штат Чьяпас) вследствие семейных споров и политической несправедливости из-за земли, в результате которых в 1992 году погиб один человек. Во время этого инцидента несколько членов общины доставили раненого мужчину в ближайшую клинику в Сан-Кристобаль-де-лас-Касас, чтобы оказать ему медицинскую помощь. По прибытии полиция предъявила им необоснованные обвинения. 
Когда в муниципалитета Ченалью стало известно, что невиновные люди заключены под стражу, члены этой общины организовались и начали марш на Сан-Кристобаль-де-лас-Касас с требованием справедливости и освобождения своих товарищей. По пути к маршу присоединились другие христианские и пацифистские группы. Лас-Абехас смогли добиться освобождения заключенных, и, как следствие, эта группа смогла укрепить своё влияние в качестве организации гражданского общества, выступающей за мирные средства разрешения конфликтов.
После начала восстания Сапатистской армии национального освобождения 1 января 1994 года, Лас-Абехас выступили в знак солидарности с принципами и целями сапатистов, однако осудили насильственные методы достижения их требований. ,Деятельность Лас-Абехас сугубо мирной и преимущественно религиозной: участники пребывали в постах и молитвах, постоянно выпускались коммюнике, осуждающие насилие. 
Однако поддержка сапатистов дорого обошлась Лас-Абехас — 22 декабря 1997 года ультраправыми боевиками военизированной группировки Máscara Roja («Красная маска»), связанными с правившей тогда Институционно-революционной партией, в ходе резни в Актеале было убито 45 членов общины, включая детей и беременных женщин, во время молитвы в церкви в небольшой деревне Актеаль муниципалитета Ченальо. В сентябре 2020 года правительство Мексики впервые признало свою ответственность за массовое убийство безоружных людей.
В ноябре 2006 года во время конфликта в Оахаке по сотне мужчин и женщин из «Лас-Абехас» организовали караван мира и справедливости в город Оахака, выражая свою поддержку Народной ассамблее народа Оахаки (APPO) и осуждая репрессии и насилие, творимые во время конфликта властями штата и федеральным правительством. Они также доставили APPO не менее трёх тонн продовольствия, воды и медикаментов.

## Участники
Несмотря на то, что организация идентифицировала себя как католическая и находилась под сильным влиянием епископа штата Чьяпас Самуэля Руиса Гарсиа, в неё входили представители и других конфессий, в частности пресвитериан (около 5%) и костумбристов (около 10%). Кроме того, небольшая часть Лас-Абехас принадлежали к пятидесятникам. Включение различных религиозных традиций и конфессий является одним из специфических аспектов религиозной идентичности Лас-Абехас.

## Комментарии
1. ↑  Индейцы майя крещёные католиками, но соблюдающие традиции только своей коренной религии.